# Catholic School Girls Rule
Singles de Red Hot Chili Peppers
American Ghost Dance
(1985) Hollywood (Africa)
(1985)
Catholic School Girls Rule est une chanson des Red Hot Chili Peppers. Troisième single extrait de leur album Freaky Styley, l'histoire de la chanson est basée sur une relation que le chanteur Anthony Kiedis a eu avec une jeune fille catholique. Le clip de la chanson n'a presque jamais été diffusé à l'antenne à cause d'une scène nue.17 piste de What Hits 11 piste de Freaky Styley